# Santa Bárbara, Veracruz
Santa Bárbara är en ort i Mexiko.   Den ligger i kommunen Carrillo Puerto och delstaten Veracruz, i den sydöstra delen av landet, 280 km öster om huvudstaden Mexico City. Santa Bárbara ligger 203 meter över havet och antalet invånare är 207.
Terrängen runt Santa Bárbara är lite kuperad, och sluttar österut. Runt Santa Bárbara är det ganska tätbefolkat, med 62 invånare per kvadratkilometer. Närmaste större samhälle är Cuitláhuac, 14,2 km väster om Santa Bárbara. Omgivningarna runt Santa Bárbara är en mosaik av jordbruksmark och naturlig växtlighet.